# André Mahé (cyclisme)
 (juillet 2018).
Si vous disposez d'ouvrages ou d'articles de référence ou si vous connaissez des sites web de qualité traitant du thème abordé ici, merci de compléter l'article en donnant les références utiles à sa vérifiabilité et en les liant à la section « Notes et références ».
 (juillet 2018).
Pour les articles homonymes, voir André Mahé.
André Mahé est un coureur cycliste français, né le 18 novembre 1919 à Paris (15e arrondissement de Paris) et mort le 19 octobre 2010 à Choisy-au-Bac dans l'Oise. Professionnel du cyclisme de 1945 à 1954, il est vainqueur du Paris-Roubaix en 1949, ex æquo avec Serse Coppi, et Paris-Tours en 1950.

## Participation au Paris-Roubaix de 1949
André Mahé est surtout connu pour avoir participé à la course du Paris-Roubaix en 1949.
Non loin de l'arrivée au vélodrome de Roubaix, Mahé forme une échappée décisive avec Jacques Moujica et Frans Leenen. Ils sont orientés dans la mauvaise direction  par un commissaire de la course mais parviennent néanmoins à pénétrer dans le vélodrome. Mahé bat Leenen au sprint tandis que Moujica, victime d'une chute, arrive ensuite, suivi de Georges Martin. Serse Coppi, frère de Fausto Coppi, termine en cinquième position. Les frères Coppi tentent dans un premier temps sans succès de faire disqualifier Mahé, avant d'accorder la victoire à Serse Coppi. Cinq jours plus tard, la Fédération française confirme Mahé comme vainqueur. La Fédération italienne a protesté alors auprès de l'Union cycliste internationale qui annule la course en août 1949. Toutefois, elle a consenti à revoir sa décision lors d'une conférence en novembre de la même année. Un compromis est finalement trouvé. Le résultat final — réintégrer la course et désigner André Mahé et Serse Coppi comme co-vainqueurs — n'a satisfait aucun des deux camps. Cette course a été la seule victoire de Serse Coppi dans une classique.
Lors d'une interview en 2007, André Mahé soutenait toujours que c’est à lui qu’on aurait dû attribuer la course. Il a dit de Fausto Coppi : « Coppi voulait que son frère remportât une grande victoire. C'était un grand champion, Coppi, mais faire comme il a fait — protester de cette façon afin d’obtenir une victoire pour son frère — ce n'était pas digne d'un champion. C'était au-dessous de lui." »
En dehors de cet épisode, Mahé a remporté le Paris-Tours 1950 et a obtenu une troisième place au Roubaix 1952, remporté par Rik Van Steenbergen devant Fausto Coppi, et il a également été troisième au Grand Prix des Nations 1946. Il a par ailleurs remporté plusieurs circuits, des critériums et des courses françaises importantes.
Il est mort en 2010 à l'âge de 90 ans.
Il était un cousin d'Ange Le Strat et le beau-frère de Christophe Taëron, également cyclistes professionnels.

## Palmarès
- 1942
  - 3e de Paris-Rouen
  - 3e du Critérium de France des sociétés (zone occupée)
- 1943
  - 2e du championnat de France des sociétés
- 1944
  - Paris-Fontainebleau
  - 2e de Paris-Évreux
- 1946
  - Circuit du Finistère
  - 3e du Grand Prix des Nations
- 1947
  - 1re étape du Tour de l'Ouest
  - 3e du Circuit de l'Aulne
- 1948
  - Grand Prix de l'Équipe (avec Charles Dupuy et Louison Bobet)
  - 2e de Paris-Nantes
  - 2e du Tour de l'Ouest
  - 3e du Grand Prix du Pneumatique à Montluçon
  - 5e du Grand Prix des Nations
  - 6e de Paris-Tours
  - 9e de Paris-Roubaix
- 1949
  - Paris-Roubaix
  - Grand Prix de l'Équipe (avec Pierre Barbotin et Marcel Dussault)
  - 5e de Bordeaux-Paris
- 1950
  - Paris-Tours
  - 2e du Grand Prix de l'Écho d'Alger
- 1951
  - Grand Prix de l'Écho d'Alger
  - 2e de Paris-Saint Amand-Montrond
- 1952
  - Circuit des Deux-Ponts à Montluçon
  - 3e de Paris-Roubaix
- 1953
  - 3e étape des Boucles de la Gartempe
  - 3e des Boucles de la Gartempe
  - 3e du Grand Prix du Maine
  - 5e de Paris-Tours

## Résultats sur le Tour de France

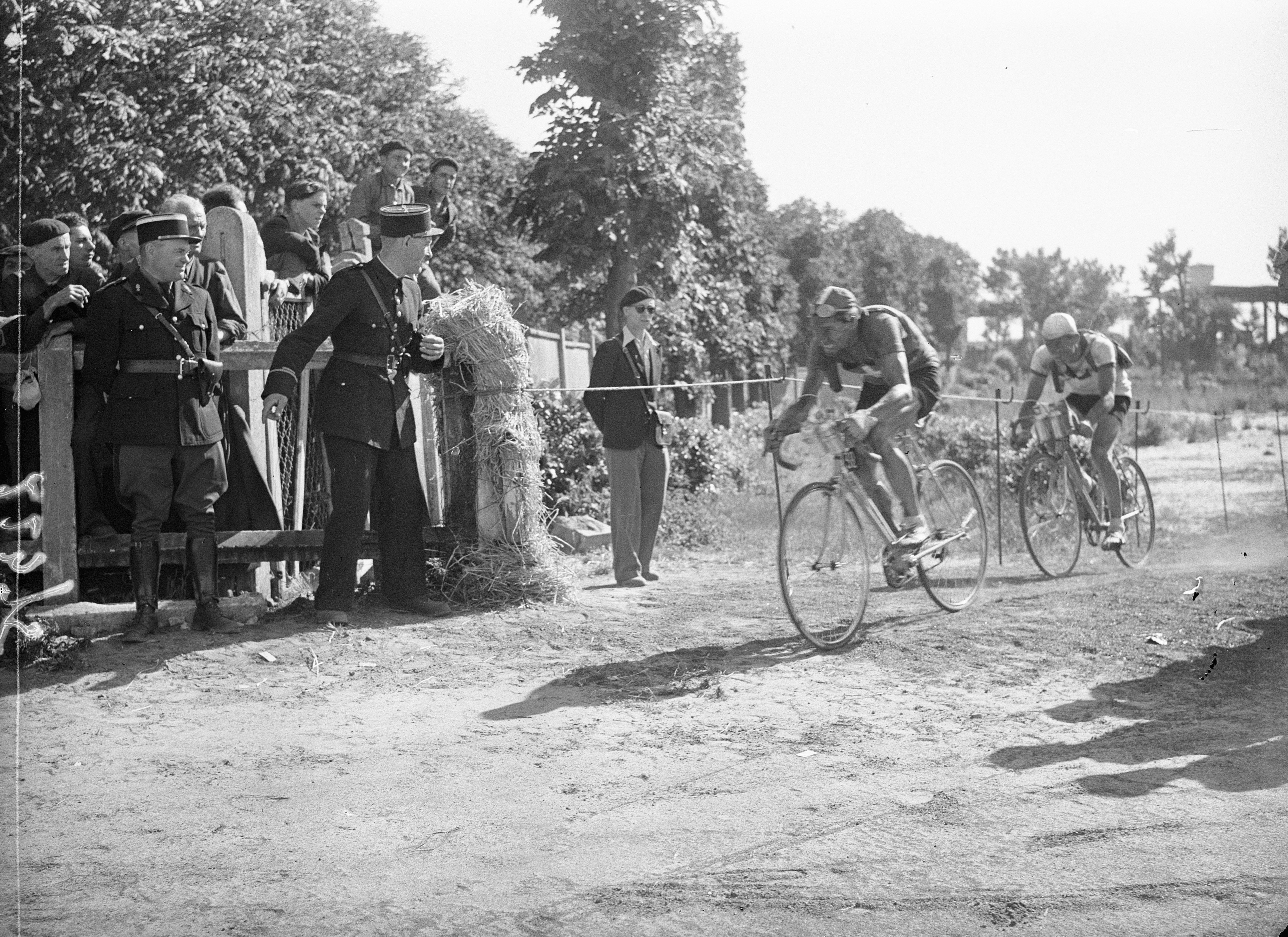
André Mahé à la poursuite de Ferdi Kübler sur le Tour de France 1947

4 participations
- 1947 : abandon (3e étape)
- 1949 : 49e
- 1950 : abandon (8e étape)
- 1951 : abandon (16e étape)